# مات دوغاندزيتش
مات دوغاندزيتش (بالإنجليزية: Mate Dugandžić)‏ (22 أكتوبر 1989 بملبورن في أستراليا - ) هو لاعب كرة قدم أسترالي في مركز الهجوم. شارك مع منتخب أستراليا الوطني لكرة القدم تحت 23 سنة. أما مع النوادي، فقد لعب مع نادي دينامو زغرب ونادي لوكوموتيفا وMelbourne Knights FC ‏.